# Floddertje
Floddertje is een kinderboek van schrijfster Annie M.G. Schmidt, de tekeningen in het boek zijn van Fiep Westendorp.
Het boekje verscheen in 1973 en gaat over een klein meisje met de naam Floddertje en haar hondje Smeerkees.
Ze is een "vies" en een beetje een slordig meisje, vandaar de naam. Ook haar hondje wordt vaak vies en dit verklaart de naam Smeerkees. 
Er staan zes verhaaltjes in het boek:
- Opgesloten
- Schuim
- Allemaal kaal
- Floddertje en de bruid
- Moeder is ziek
- Tante is jarig

Vroeger waren de boekjes dun en flodderig, nu is het boek gebonden en zijn er duidelijke grote illustraties in te vinden.
In 2008 is er een musical over Floddertje gemaakt.